# Tyrannochthonius suppressalis
Tyrannochthonius suppressalis är en spindeldjursart som beskrevs av Hong 1996. Tyrannochthonius suppressalis ingår i släktet Tyrannochthonius och familjen käkklokrypare. Inga underarter finns listade i Catalogue of Life.